# Henry Norris (hovman)
Henry Norris (eller Norreys), troligen född 1482, död 1536, var en engelsk hovman, far till Henry Norris, 1:e baron Norreys. Han var även Groom of the Stool till Henry VIII mellan 1526 och 1536.
Norris avrättades på förmodligen ogrundad misstanke att ha varit drottning Anna Boleyns älskare.